# 35007

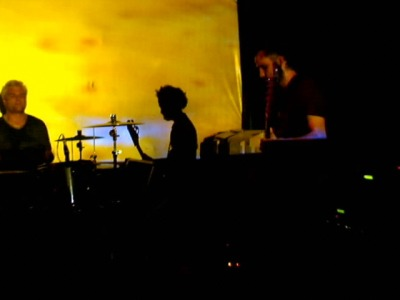
35007 ao vivo (2002, Weinheim, Alemanha).

35007 ("loose" em ortografia de calculadora) é uma banda de rock oriunda dos Países Baixos cujo som revela influências de stoner rock, rock psicadélico, space rock e rock progressivo.

## História
A banda 35007 foi formada em Eindhoven no final dos anos 80 e com origem nos The Alabama Kids. O alinhamento inicial da 35007 consistia em Eeuwout Baart (voz), Mark Sponselee (som, sintetizadores), Bertus Fridael (guitarra), Jacco Van Rooy (bateria), Michel Boekhoudt (baixo), Luk Sponselee (vj) e Pidah Kloos (sons, técnico de som).
O álbum de estreia "Especially For You" foi lançado em 1994. Depois do álbum homónimo "35007", Jacco van Rooy abandonou a banda e foi substituído por Sander Evers na bateria. Em 2001 Eeuwout Baart também abandonou a banda e 35007 continuou como um agrupamento instrumental, sendo "Sea of Tranquillity" o primeiro de três lançamentos instrumentais. Em 2005 a banda lançou "Phase V" mas não voltou a actuar.

## Discografia
- 1994 Especially For You (Lazy Eye/Semaphore)
- 1997 35007 (aka "Into the void we travelled", Stickman Records)
- 1999 Especially For You (re-release with different tracklist) (Stickman Records)
- 2001 Sea Of Tranquillity (EP, Stickman Records)
- 2002 Liquid (Stickman Records)
- 2005 Phase V (Stickman Records)